# 망국의 이지스
《망국의 이지스》(원제:일본어: 亡国のイージス)는 2005년 제작된 일본의 영화이다.
후쿠이 하루토시의 장편소설 『망국의 이지스』를 원작으로 영화로 만든 작품이다.
제작국 일본에서는 개봉과 함께 3위로 올라왔고, 주말 이틀 동원관객은 약 22만명에 수입은 2억9천만엔으로 시작하였고, 2005년작 흥행작 순위에서 21억엔 수익으로 12위에 올랐다.
제29회 일본 아카데미상 (2006)에 신인배우상, 우수 편집상, 우수 녹음상, 우수 미술상, 우수 조명상, 우수 촬영상, 우수 음악상, 우수 남우조연상, 우수 남우주연상, 우수 각본상, 우수 감독상, 우수작품상을 수상하였다.
대한민국에서는 ㈜미디어소프트에서 수입하여 2007년 4월 12일 극장 개봉할 계획이었으나 취소되었다.

## 출연
- 사나다 히로유키 : 센고쿠 히사시 역
- 테라오 아키라 : 미야츠 히로타카 역
- 나카이 키이치 : 미조구치 테츠야 역
- 사토 코이치 : 아츠미 디아스케 역
- 카츠지 료 : 키사라기 코우 역
- 채민서 : 정희 역
- 요시다 에이사쿠 : 타케나카 이사무 역
- 타니하라 쇼스케 : 카자마 유다이 역
- 토요하라 이사오 : 스기우라 타케시 역
- 안도 마사노부 : 동철 역
- 하라다 요시오 : 카지모토 코이치로 역
- 하라다 미에코 : 미야츠 요시에 역
- 기시베 잇토쿠 : 세토 카즈마 역
- 마키 쿠로우도 : 무나카타 요시아키 역
- 미츠이시 켄 : 와카사 쇼지 역
- 나카무라 이쿠지 : 요코타 토시카즈 역
- 마츠오카 슌스케 : 코바야시 마사히코 역
- 이케우치 만사쿠 : 핫토리 역
- 야지마 켄이치 : 아쿠츠 테츠오 역
- 사사키 카츠히코 : 사에키 슈이치 역
- 히라이즈미 세이 : 아카시 토모지 역
- 토요하라 코스케
- 하시즈메 준
- 코마츠 미유키
- 모리오카 류
- 나카자와 세이로쿠
- 시카우치 타카시
- 야마다 토시아키
- 김래혁 : FTG 준태 역

## 스탭
- 원작 : 후쿠이 하루토시
- 프로듀서 : 코타키 쇼헤이
- 각본 : 하세가와 야스오
- 촬영 : 카사마츠 노리미치
- 편집 : 윌리엄 M 앤더슨
- 미술 : 하라다 미츠오
- 음악 : 트레버 존스
- 제작 : 쇼치쿠
- 배급 : 일본헤럴드영화, 쇼치쿠
- 감독 : 사카모토 준지

## 해외 수출

### 대한민국
- 개봉 : 2007년 4월 12일
- 관람등급 : 15세 이상 관람가
- 러닝타임 : 127분
- 수입 : ㈜미디어소프트
- 배급 : ㈜미디어소프트
- 홍보 : 드림텍
- 디자인광고 : 아침에햇살

## 타이완
- 제목 : 亡國神盾艦
- 개봉 : 2005년 11월 26일